# Chatbot
En chatbot er en bot, der kan chatte; altså et dataprogram, der er konstrueret til at kunne simulere en menneskelig samtale. En chatbot er dermed et stykke programmel som enten kan hjælpe i nogle bestemte situationer, eller eventuelt blot underholde en person. Personen skal blot prompte, altså give chatbotten input; herefter bruger chatbotten sprogmodeller til at forstå og svare på naturlig vis via tekst eller tale.
Chatbots er for det meste tekstbaserede, men der findes også nogle, som kan udveksle tale med brugeren ved hjælp af maskinel talegenkendelse.

### Brug af chatbots
Siden 2016 er mange chatbot-projekter blevet søsat, hvoraf de fleste har fejlet. ChatGPT blev lanceret den 30. november 2022 af OpenAI, og ChatGPT blev en succes.

#### Brug af chatbots i Danmark
Halvdelen af de unge danskere mellem 18-29 år har prøvet ChatGPT. Ifølge dr.dk er danskere begyndt at bruge chatbots hyppigt, så det "at google" hører fortiden til. I stedet for at google "promter" danskere i stigende grad. Sådan er chatbot blevet til en personlig skolelærer, der hjælper med alle fag fra matematik og dansk til historie og engelsk.

## Generelt
En chatbot er en type A.I. (kunstig intelligens), der er designet til at simulere samtaler med menneskelige brugere, især over internettet. Chatbots er programmeret til at forstå naturligt sprog og tolke brugernes beskeder for at give hjælpsomme svar. De kan anvendes til en række formål, såsom kundeservice, salg og marketing. En chatbot hjælper med jobsøgning. En chatbot kan også hjælpe gymnasielæreren med at forberede sig; og give elever bedre feed back. I den offentlige sektor er brugen af chatbots "endnu ikke vidt udbredt".
Udviklingen af chatbots er vokset hurtigt i de seneste år på grund af fremskridt inden for maskinlæring og naturlige sprogbehandlingsteknologier. I dag kan chatbots findes på forskellige platforme, såsom besked-apps, websites og sociale medieplatforme. De giver virksomheder mulighed for at automatisere kundeserviceprocesser, øge engagementet og reducere svartiden. Som chatbots fortsætter med at forbedre sig, er det sandsynligt, at de vil blive mere almindelige og endnu mere sofistikerede, og tilbyde brugerne en endnu mere problemfri samtaleoplevelse.

## Kritik
Forskere har også påpeget en række problemer forbundet med moderne chatbots og deres anvendelse. Der kan således være problemer med dataindsamling knyttet til tjenesterne og etiske spørgsmål i forbindelse hermed. Samtidig behøver indholdet i de svar, som chatbots genererer, ikke at være korrekte eller have nogen som helst rod i virkeligheden til trods for, at de er formuleret i, hvad der ligner overbevisende formuleringer. Chatbots er programmer, der typisk er udviklet af kommercielle virksomheder og er dermed ikke værdineutrale eller beregnet til at afspejle en objektiv virkelighed. Chatbots er også blevet kritiseret for at udvise bias og have et stort energiforbrug.

## Eksempler

### ChatGPT og DeepSeek og Grok
- I efteråret 2022 lancerede OpenAI deres ChatGPT chatbot, baseret på virksomhedens GPT-3 model.[23] ChatGPT var på lanceringstidspunktet en af de mest avancerede chatbots og betragtes som en vigtig milepæl i udviklingen af konversations AI. Modellen er trænet på enorme mængder menneskelige samtaler og kan derfor kommunikere med brugere på en naturlig og menneskelig måde. ChatGPT anvendes ofte til kundeserviceformål og er i stand til at besvare spørgsmål om en bred vifte af emner. Den officielle ChatGPT var ofte utilgængelig på grund af høj efterspørgsel, hvilket gjorde chat-apps, der bruger OpenAI's officielle API, populære.
- DeepSeek er en kinesisk AI-startup, der har udviklet avancerede sprogmodeller som R1 og V3. Den kan både besvare komplekse spørgsmål, skrive kode og automatisk generere programmer (også komplette apps) ved hjælp af API-adgang og kodehjælpere som DeepSeek‑Coder.[24] DeepSeek blev hurtigt nummer 1 på gratis‑apps‑listerne i USA, pga. sin effektive, billige teknologi.[25]
- Elon Musks Grok er en generativ AI-chatbot udviklet af hans selskab xAI og lanceret i november 2023; den integreres med platformen X og apps på iOS og Android.[26] Ifølge Musk overgår Grok 4 Heavy allerede ChatGPT‑5 i intelligens og funktionalitet.[27]

### Gemini og Copilot og Perplexity.ai
- I maj 2023 lancerede Google sin konkurrent til ChatGPT ved navn Bard.[28][29] Den skiftede navn til Gemini i 2024.
- Microsoft Copilot er en chatbot, der er en udvidelse til Bing og Microsoft 365.[30] Copilot kan bl.a. besvare spørgsmål og skrive indhold.[31]
- Flere ingeniører, herunder tidligere medarbejdere fra OpenAI og Meta, har udviklet Perplexity.ai[32]

### SkoleGPT og Skolebot og WolframAlpha
- I slutningen af august 2023 havde Københavns Professionshøjskole udviklet SkoleGPT til skoleelever.[33]
- Teklos har lanceret Skolebot.[34][35] Skolebot giver mulighed for at lave chatbots til undervisning.[36]
- Undervisningsministeriet betegner WolframAlpha som en chatbot.[37]

### Danske chatbots
- DanskGPT tæller i alt tre milliarder danske ord og vendinger.[38][39]
- Ezri er en dansk chatbot.[40][41]
- Center for it i undervisningen anbefaler elever at bruge chatboten skrivsikkert.dk til korrekturlæsning, oversættelse, skriveassistance, chatbot-interaktion og karriererådgivning.[42][43]
- Novo Nordisk har lanceret sin egen interne chatbot.[44]

### Andre chatbots
- Der findes en række chatbots, som hjælper med matematik.[45]
- paperpal.com er en akademisk redaktør, der er trænet på flere millioner forskningsmanuskripter.[46]
- scite.ai citater fra 34 mio. videnskabelige tekster.[46]
- notebooklm.google sammenfatter information og give overblik over komplekse emner.[46]
- citationmachine.net genererer automatisk korrekte citater og præcise kildehenvisninger.[46]
- jasper.ai/chat er specialiseret i markedsføring.[47][48]
- Jobmakker kan hjælpe med at skrive jobansøgning.[49]
- Endvidere findes LouiseBot.[50]
- Den kinesiske chatbot Deepseek har lanceret en dansk ved navn TalkAI.info[51][52]
- NVIDIA har lanceret chatbotten Chat With RTX.[53]
- Amazon har lanceret sin chatbot ved navn Amazon Lex.[54]
- Mistral AI har lanceret Le Chat.[55]
- I februar 2023 lancerede Quora chatboten Poe.[56][57][58]
- To norske chatbots er NorGPT (NorwAI) og NorskGPT (Bineric).[59][60]
- Hierarchical Reasoning Model (HRM)[61][62]

## Førende chatbots i februar 2025
I februar 2025 udpegede den engelske avis The Guardian seks førende chatbots, som avisen underkastede forskellige test, som de forskellige chatbots klarede nogenlunde lige godt:
- ChatGPT (OpenAI)
- DeepSeek (kinesisk)
- Grok (xAI)
- Gemini (Google)
- Claude.ai (Anthropic)
- Meta AI (Meta Platforms)